# Среданци
Среданци су насељено место у саставу општине Доњи Андријевци у Бродско-посавској жупанији, Република Хрватска.

## Историја
До територијалне реорганизације у Хрватској налазили су се у саставу старе општине Славонски Брод.

## Становништво
На попису становништва 2011. године, Среданци су имали 322 становника.

## Попис1991.
На попису становништва 1991. године, насељено место Среданци је имало 381 становника, следећег националног састава:
| Попис 1991.‍ | Попис 1991.‍ | Попис 1991.‍ | Попис 1991.‍ | Попис 1991.‍ |
| ----------- | ----------- | ----------- | ----------- | ----------- |
|             |             |             |             |             |
| Хрвати      | Хрвати      |             | 378         | 99,21%      |
| Југословени | Југословени |             | 2           | 0,52%       |
| Срби        | Срби        |             | 1           | 0,26%       |
| укупно: 381 |             |             |             |             |